# Helmholtzplatz
Helmholtzplatz, vardagligt ofta Helmi, är ett rektangulärt torg i stadsdelen Prenzlauer Berg i Berlin. Torget utgör den centrala samlingspunkten för det kvarter som efter torget benämns Helmholtzkiez, och är uppkallat efter fysikern Hermann von Helmholtz (1821–1894). Torget har omfattande gröna ytor med lek- och rekreationsytor som ligger omkring tre meter över nivån för de omgivande gatorna Raumerstrasse, Lychener Strasse, Lettestrasse, Schliemannstrasse och Dunckerstrasse. 

## Läge
Helmholtzplatz ligger i nordöstra delen av Berlin, i mitten av ett tätbebyggt område som avgränsas av genomfartsgatorna Schönhauser Allee i väster, Danziger Strasse i söder, Prenzlauer Allee i öster och Berlins ringbana i norr. Detta område benämns Helmholtzkiez efter torget; slangbenämningen LSD-Viertel förekommer även, efter den respektive första bokstaven i de tre gator som korsar torget i nord-sydlig riktning.

## Historia

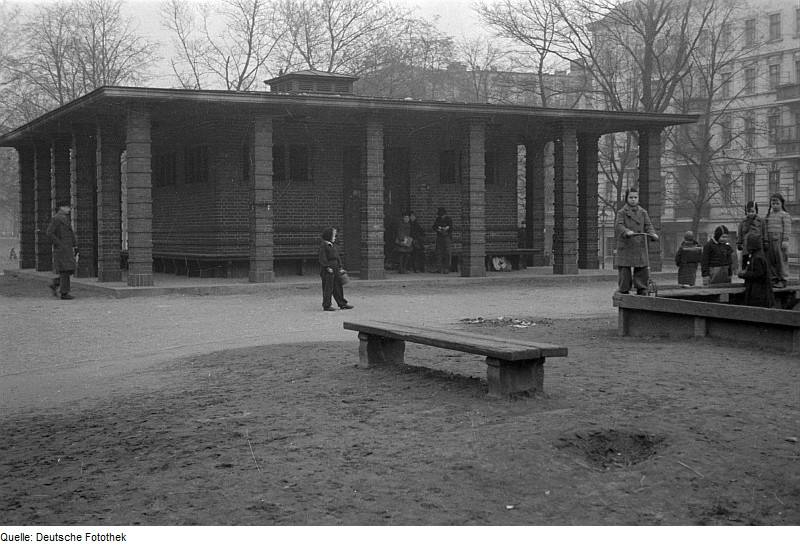
Transformatorstationen, foto från mars 1946.

I Hobrechtplanen från 1862, som också planerade för framtida bebyggelse av Windmühlenberg, hade torget beteckningen D XII. År 1885 revs tegelbruket på platsen som tillhörde Deutsch-Holländisches Aktien-Bauverein, och i tegelbrukets ställe byggdes hyreshus. Först efter klagomål från de boende kom resterna av den gamla ringugnen att fyllas igen. Den 4 augusti 1897 gavs torget sitt nuvarande namn efter Hermann von Helmholtz. Redan 1898 påbörjades anläggandet av en dekorativ parkplantering med lekytor. År 1928 uppfördes en transformatorstation på den östra sidan av torget, som sedan utökades med omgivande sittplatser under tak.

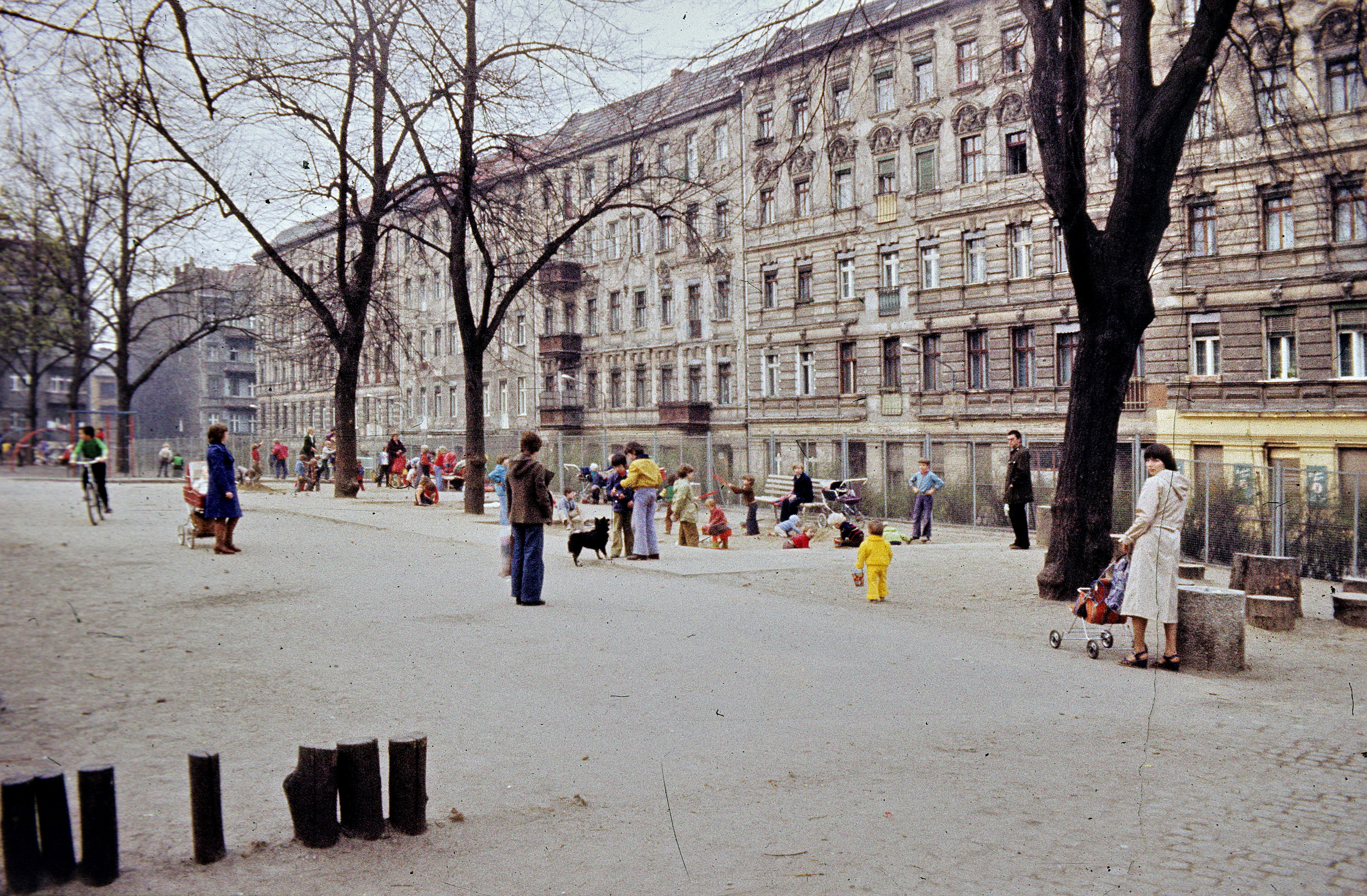
Helmholtzplatz 1983.

Torgets gamla utformning förstördes delvis under andra världskriget, och kom därefter att byggas om till en parkliknande plats med lekplatser, sittplatser och öppna gräsytor. Omkring 1950 murades transformatorstationens pelargång igen. År 1976 öppnades en offentlig toalett och en bollplan. Stora delar av torget hägnades in 1983 för att torget skulle fungera som central trafikundervisningplats för stadsdelsområdet Prenzlauer Berg.
Efter Tysklands återförening 1989 till 1990 fanns ett stort antal idéer om hur torget skulle omformas. Pelargången kring transformatorstationen frilades åter och utgrävningar genomfördes vid det gamla tegelbruket. Under 1990-talet utsåg Berlins senat Helmholzkiez till prioriterat renoveringsområde. En tävling om att nygestalta parken utlystes 1993. Trots detta dröjde det fram till 1998 innan planerna genomfördes i praktiken, då man först då säkrade nödvändiga anslag. Samtidigt förvildades parken under mitten av 1990-talet och blev ett känt tillhåll för gatupunkare och alkoholister. 
Renoveringen inleddes 1998 med en rekonstruktion av bollplanen och lekytorna. Från 1999 till 2001 kom de övriga områdena att omformas i tre etapper efter olika parkbesökares behov. Den offentliga toaletten byggdes om till kvartersträff och i transformatorstationen öppnade en barnklädesbutik, senare även ett café för barnfamiljer.

## Museum
På Dunckerstrasse 77 finns en filial till stadsdelsområdet Pankows lokalhistoriska museum, som visar historien kring bebyggelsen i Helmholtzkiez på ett överskådligt sätt. Museilägenheten på första våningen är en tvårumslägenhet inredd med utställningsföremål från omkring sekelskiftet 1900, vilka flyttats från det nedlagda museet Berliner Arbeterleben um 1900 på Husemannstrasse 12.

## På film
DEFA-dokumentären Spielplatz, i regi av Heinz Müller, porträtterar torget år 1965. Dokumentärfilmen Einmal in der Woche schrein från 1982 i regi av Günter Jordan följer ungdomar från kvarteret som festar på Kinderklub vid Helmholtzplatz. Musiken gjordes av bandet Pankow. 
I hörnhuset Dunckerstrasse/Raumerstrasse spelade Andreas Dresen in sin spelfilm Sommer vorm Balkon 2005.